# Desert Stream Ministries
Desert Stream Ministries ist eine US-amerikanische Organisation, die sich zur Aufgabe gesetzt hat, Homosexuelle aus ihrer sexuellen Veranlagung heraus in die Heterosexualität zu führen, und ist der Ex-Gay-Bewegung zuzurechnen. Als der Gründer und heutige Leiter, Andrew Comiskey, 2003 seinen Wohnsitz von der Metropolregion Los Angeles in die Metropolregion Kansas City verlegte, verlegte die Vereinigung ebenfalls ihren Sitz, von Anaheim (Kalifornien) nach Grandview (Missouri).

## Geschichte
Desert Stream wurde 1980 von Andrew Comiskey als erste Gruppe gegründet. Aus der ersten Gruppe bildeten sich rasch weitere Gruppen, die gemeinsam das Living Waters-Programm entwickelten. 
Neben der selbst gestellten Aufgabe der Veränderung von Homosexualität hin zur Heterosexualität wendete sich die Gruppe schon bald auch sexuellen Problemen zu, in welchen sie Betroffenen Hilfe bieten wollte, darunter die sexuelle Abhängigkeit/Sexsucht wie auch den sexuellen Missbrauch.
Rasch entwickelten sich die ersten Gruppen zu einer weltweiten Organisation. Heute betreut Desert Stream eine wachsende Anzahl von an Kirchengemeinden angeknüpften Programmen in über 20 Ländern. Sie gab Anstöße zur Gründung weiterer eigenständiger Organisationen wie z. B. Wuestenstrom in Deutschland und der Schweiz.
Die Organisation Desert Stream Ministries sieht ihre Aufgaben in der Ausbildung und Unterstützung lokaler Kirchengemeinden bei der Einrichtung eigener Gruppen sowie in der Einrichtung weiterer eigener Desert-Stream-Gruppen weltweit.

## Kritik
Desert Stream Ministries ist stark umstritten, da die von der Organisation vertretenen Grundansichten zur Homosexualität im Widerspruch zu den heute in Sexualwissenschaft, Psychiatrie und Psychologie etablierten Auffassungen und Forschungsergebnissen stehen. In Maßnahmen, mit denen Homosexuelle zu Heterosexuellen gemacht werden sollen, sehen die weltweit führenden psychiatrischen und psychologischen Organisationen die Gefahr einer schädigenden Wirkung für die Klienten.
Auf Grundlage evangelikal-christlicher Werte vertritt der Verein die Auffassung, dass homosexuelles Verhalten gott-unerwünscht ist – eine Auffassung, die von anderen Weltanschauungen wie beispielsweise dem säkularen Humanismus stark kritisiert wird.